# Mulino di San Moro
Il mulino di San Moro, chiamato così dal nome della località in cui è sito, San Mauro a Signa, alla confluenza del Fosso Macinante col Bisenzio.
Il mulino risale al XVII secolo ed è l'unico esemplare rimasto dei numerosi che un tempo erano presenti lungo il Fosso Macinante, conservando ancor oggi, nonostante il cattivo stato di conservazione, l'apparato macinante e altri particolari architettonici.
L'edificio, sebbene ubicato nel comune di Campi Bisenzio, è di proprietà del comune di Firenze ed  è  stato  vincolato  ai sensi  dell’art.  10  comma  1  del  D.Lgs.  22  gennaio  2004,  n.42,  con Decreto N. 335/2005.